# Aioi
Aioi (相生市 (IPA:/a.i.o.i.ɕi/), Aioi-shi, Aïöï-shi) est une ville située dans la préfecture de Hyōgo, au Japon.

## Géographie

### Situation
Aioi est située à l'ouest de la préfecture de Hyōgo. Elle est bordée par la mer intérieure de Seto au sud.

### Municipalités limitrophes
| Kamigōri | Tatsuno                | Tatsuno |
| Akō      | Aioi                   | Tatsuno |
| Akō      | mer intérieure de Seto | Tatsuno |

### Démographie
En mars 2023, la population de la ville d'Aioi était de 27 759 habitants, répartis sur une superficie de 90,40 km2.

### Climat
Aioi a un climat subtropical humide caractérisé par des étés chauds et des hivers frais avec des chutes de neige légères ou inexistantes. La température moyenne annuelle est de 15,0 °C. La pluviométrie annuelle moyenne est de 1 519 mm, septembre étant le mois le plus humide.

## Histoire
La région actuelle d'Aioi faisait partie de l'ancienne province de Harima. La zone était l'emplacement d'un bastion du clan Ebina, originaire de la province de Sagami, qui était un vassal du puissant clan Akamatsu. À l'époque d'Edo, la zone est devenue une partie des propriétés du domaine d'Akō. 
Le village moderne de Ō (相生村, Ō-mura) a été créé le 1er avril 1889 puis obtient le statut de Japon le 1er janvier 1913. Il fusionne avec le bourg voisin de Naba le 1er avril 1939, et la lecture de ses kanjis est changée en Aioi. Il est élevé au rang de ville le 1er octobre 1942. 

## Transports
La ville possède deux gares : la gare d'Aioi desservie par les lignes Shinkansen Sanyō, Sanyō et Akō, et la gare de Nishi-Aioi desservie par la ligne Akō.